# 韋雷什蒂鄉

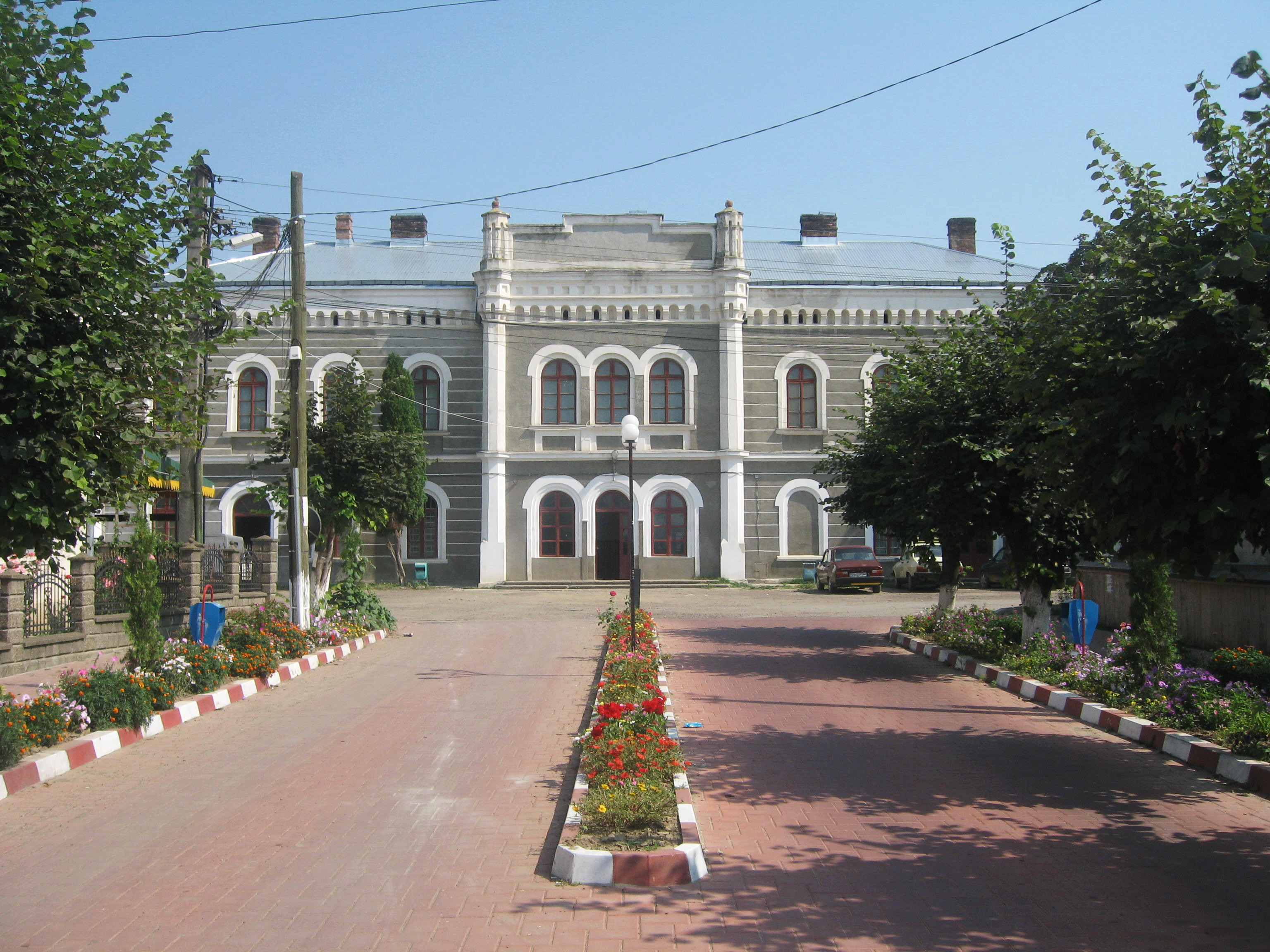

47°36′N 26°26′E / 47.600°N 26.433°E
韋雷什蒂鄉（羅馬尼亞語：Comuna Verești, Suceava），是羅馬尼亞的鄉份，位於該國東北部，由蘇恰瓦縣負責管轄，面積40平方公里，海拔高度268米，2002年人口7,262，人口密度每平方公里184人。